# 毛球定理

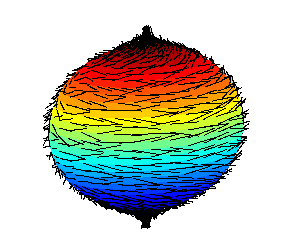
抚平“毛球”的失败尝试：两极各有一个尖角

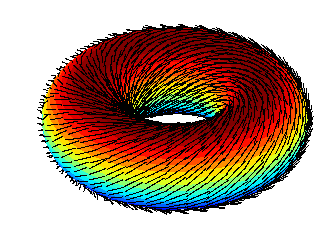
抚平“毛甜甜圈”的例子

在代数拓扑中，毛球定理（英語：Hairy ball theorem）说明了偶数维单位球面上的连续而又处处不为零的切向量場是不存在的。具体来说，如果 f 是定义在一个单位球面上的连续函数，并且对球面上的每一点 P ，其函数值是一个与球面在该点相切的向量，那么总存在球面上的一点，使得f在该点的值为零。直观上（三维空间中的球面），不存在零点的球面向量场可以想象为一个被“抚平”的“毛球”。而这个定理最著名的通俗陈述也正是“永远不可能抚平一个毛球”。这个定理首先在1912年被魯伊茲·布勞威爾证明。
实际上，根据庞加莱-霍普夫定理，三维空间中的向量场的零点处的指数和为2，即二维球面的欧拉示性数，因此零点必然存在。对于二维环面，其欧拉特征数为0，因此“长满毛的甜甜圈”是有可能被“抚平”的。推广来说，对于任意的正则的偶数维紧流形，若其欧拉示性数不为0，则其上的连续的切向量場必然存在零点。

## 零点的计数
从一个更先进的观点来看：向量场的每个零点具有一个（非零的）"指标"，并且可以证明，所有零点的指标之和必为2。这是因为2维球面的欧拉示性数为2，因此，必定存在至少一个零点。这是由庞加莱-霍普夫定理导出的推论。在圆环的情况下，欧拉示性数等于0，因此"抚平长满毛的甜甜圈"是可能的。推广而言，对于任意欧拉示性数非0的紧致正则2维流形，任何连续的切向量场都有至少一个零点。

## 定理的陈述
我们考虑常规的欧几里得空间{\displaystyle \mathbb {R} ^{n+1}}里的一个单位球：
其上的拓扑为欧几里得范数诱导的拓扑。这是一个n维的连通的紧子流形。直觉上，对一个单位向量{\displaystyle v}，它在单位球上的对应点可以用过{\displaystyle v}并且与其正交的一个{\displaystyle \mathbb {R} ^{n+1}}中的仿射超平面来逼近。{\displaystyle S_{n}}上的一个连续的切向量场可以定义为连续映射：{\displaystyle X:\;S_{n}\rightarrow \mathbb {R} ^{n+1}}，使得{\displaystyle X(v)}与{\displaystyle v}正交。

定理：如果n为大于等于2的偶数，那么所有{\displaystyle S_{n}}上的连续的切向量场{\displaystyle X}必然有至少一个零点。

对于奇数维的情形，存在连续（甚至解析）切向量场，在处处皆不为零。

## 毛球定理与气旋

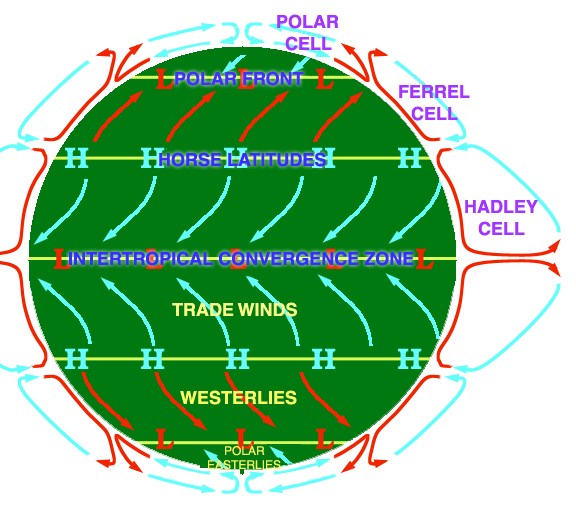

毛球定理在气象学上的一个有趣应用是对于气旋的研究。如果我们把大气的运动：风看为地球表面的一个向量，那么这个向量场连续，因为覆盖地球表面的大气层可以看作是连续分布的。作为理想化的模型，我们可以忽略空气的垂直运动，因为其相对于地球的半径是很小的，或者说我们只研究其水平分量（也是连续的）。
这样看来，一个完全没有风的点（空气静止）对应着向量场的一个零点。事实上，就物理上来说，空气是不可能在某一个区域处处绝对静止的，因为空气总在运动。但毛球定理说明零点存在，因此必然有空气静止的点，并且是孤立点。 
一个物理学上的解释是这些零点对应着气旋或反气旋的中心（风眼）。在这样的零点附近，风的分布成螺旋形，但永远不会从水平吹入中心或从其中吹出（只能上升或下降）。由毛球定理可以得出，地球表面永远存在气旋和风眼，在风眼处风平浪静，但四周都有风环绕。

## 推论
毛球定理的一个推论是，任何把一个偶数维球面映射到它自己的连续函数要么具有一个不动点，要么具有一个被映射到它自己的对跖点的点。这可以通过把函数按如下方式变换成切向量场看出。
令s为一个将球面映射到它自己的函数，我们可以如下构造切向量函数v。 对每个点 p， 以p为切点构造s(p)的球极平面投影。令v(p)为这个投影点相对于p的位移向量。 根据毛球定理，存在p使得v(p) = 0，从而有s(p) = p。
以上论证仅在一种情况下不成立，即若存在p使得s(p)恰好为p的对跖点，因为该点是唯一一个无法被球极平面投影到p的切平面上的点。